# Professeur Choron
Ne pas confondre avec Georges Bernier (1911-2001).
Pour les articles homonymes, voir Choron et Bernier.
Georget, (dit Georges) Bernier, plus connu sous le pseudonyme de professeur Choron, est un écrivain, journaliste satirique, humoriste, éditeur, patron de presse et chanteur français, né le 21 septembre 1929 à La Neuville-aux-Bois (Marne) et mort le 10 janvier 2005 à Paris 15e. Créateur et animateur de plusieurs journaux, il est notamment le cofondateur des magazines Hara-Kiri et Charlie Hebdo. Il a aussi créé la revue pour enfants Grodada.
Son pseudonyme provient de la rue Choron où se trouvaient les premiers locaux de Hara-Kiri. Il est le père de la comédienne et humoriste Michèle Bernier et le grand-père de la comédienne Charlotte Gaccio.

## Biographie
Orphelin de père à onze ans, le futur « professeur Choron » est issu d'une famille de condition modeste. Sa mère était garde-barrière à Aubréville dans la Meuse. Il obtient le certificat d'études à onze ans, soit trois ans plus tôt que la moyenne. Il se lance dans la vie sans avoir fait beaucoup d'études, en exerçant divers petits métiers, puis s'engage pour vingt-huit mois au 6° BCCP (bataillon colonial de commandos parachutistes) de Marcel Bigeard en Indochine.  Il revient en France atteint de la tuberculose, toutefois ses divers engagements l'amèneront à effectuer neuf ans de service au sein des TAP (troupes aéroportées) avant de revenir à la vie civile.

### Hara-Kiriet Les éditions du square
Il travaille alors comme colporteur, puis comme chef des ventes du journal satirique Zéro. C’est là qu’il rencontre François Cavanna et Fred, avec qui il fonde en 1960 le mensuel Hara-Kiri, auquel son nom restera attaché, avec ceux des dessinateurs Topor, Reiser, Gébé, Wolinski et Cabu.
En 1962, après une première interdiction, la rédaction du journal passe de la rue Choron à la rue de Montholon et adopte comme raison sociale Les éditions du Square.
Le Professeur Choron assume dans l'équipe des éditions du Square le rôle de « patron » gestionnaire, mais s’investit également dans le travail de la rédaction. Il crée ou participe aux fausses publicités et photo-montages, écrit des textes, et apparait dans les romans-photos. Il se met lui-même en scène dans ses propres rubriques, les « Jeux de cons » et les « Fiches-bricolages ». À la même époque il fait des apparitions dans l’émission de Jean-Christophe Averty Les Raisins verts.
Les éditions du Square éditent également Charlie Mensuel, mensuel consacré à la bande dessinée, dirigé au départ par Delfeil de Ton, puis pendant plus de 10 ans par Wolinski.  En 1969, en plus du mensuel, l'équipe de Hara-Kiri crée Hara-Kiri Hebdo qui devient peu de temps après L’Hebdo Hara-Kiri. Après la parution en novembre 1970 du titre « Bal tragique à Colombey : un mort », allusion à la mort du général de Gaulle et à l’incendie de la discothèque du 5-7 de Saint-Laurent-du-Pont qui avait fait 146 morts (et qui avait fait aussi l'objet d'un titre dans L’Hebdo Hara-Kiri : « Le bal continue pendant les travaux »), le titre est interdit. Choron et son équipe de rédaction décident alors de passer outre l’interdiction de paraître, en créant un nouveau journal qui serait cette fois la version hebdomadaire de Charlie. L’Hebdo Hara-Kiri renaît donc sous le nom de Charlie Hebdo. Le nouveau venu comporte quatre pages de bandes dessinées, imprimées sur fond de couleur pour les distinguer du reste du journal (elles disparaîtront vite au fil des numéros). On retrouve les mêmes rubriques, avec une typographie identique : seul le nom a été changé.
Les autres journaux édités par la société de Choron sont La Gueule ouverte, un des premiers journaux écologistes français, fondé par le dessinateur Pierre Fournier, puis Mords-y l'œil, Surprise, dirigé par le dessinateur Willem, et BD, l’hebdo de la BD, dirigé par l'écrivain Jean-Patrick Manchette.

### Autres collaborations
Auteur de chansons, Choron les a interprétées sur scène, accompagné notamment par le dessinateur Philippe Vuillemin, Jackie Berroyer et Jean-Marie Gourio. Le groupe Odeurs, de Ramon Pipin, l’invite à assurer sa première partie à l’Olympia. En 1988 le Professeur Choron adapte pour Canal+ sa rubrique « fiches bricolages » de Hara-Kiri. Il a également participé à l’émission de Jean-Michel Ribes, Merci Bernard.
Habitué des provocations publiques, le professeur Choron se livre régulièrement, lors de ses apparitions dans les médias, à des excentricités, des déclarations salaces ou des esclandres, invectivant parfois le public ou les autres invités, que ce soit sur le plateau de Droit de réponse ou lors d'autres émissions.
En 1988 il participe au clip "Carnivore" des Garçons Bouchers.

### Dépôts de bilan
La première version de Charlie Hebdo cesse de paraître à la fin de 1981. Choron est par la suite mis en cause par un certain nombre de membres de l'équipe, qui jugent sa gestion « calamiteuse ». Fin 1985 il doit également déposer le bilan d'Hara-Kiri et des Éditions du Square. Un éditeur italien rachète alors Hara-Kiri, qui continue de paraître avec Choron pour rédacteur en chef. En parallèle, Choron contribue à une nouvelle version de Zéro, magazine lancé par Henri-Claude Prigent avec comme rédacteurs en chef Gébé puis Gourio. Mais en 1987 un conflit avec le propriétaire du titre Hara-Kiri entraîne le départ de Choron et la fin du nouveau Zéro. Choron lance début 1988 son propre magazine, intitulé Professeur Choron, qui disparaît dès l'année suivante. Lorsque Hara-Kiri dépose le bilan, Choron, en tant qu'ancien gérant, est condamné à régler un passif de 500 000 francs, ce qui le laisse ruiné.
En 1992, lors de la relance de Charlie Hebdo, Choron reçoit la visite de Cabu et de Philippe Val qui veulent lui proposer d'animer une rubrique mais, au contraire de Cavanna, il refuse de participer à cette nouvelle formule du journal. Choron intente ensuite une action en justice en revendiquant la propriété du titre Charlie Hebdo. Il est finalement débouté, plusieurs membres de l'équipe étant venus témoigner que Cavanna était l'auteur du titre du journal. Il relance par ailleurs en 1993 un Hara-Kiri hebdomadaire, avec une équipe incluant Philippe Vuillemin, Charlie Schlingo, Stéphane Rosse, Bruno Blum et Patrick Eudeline, mais cette nouvelle version disparaît au bout de dix numéros.
Ses derniers titres de presse ont été Grodada (1991-1995), créé avec le dessinateur Charlie Schlingo, qui se voulait le premier journal pour enfants « non mièvre », où les animaux étaient sexués, et La Mouise (1994-2006), vendu par des colporteurs SDF. Il a par ailleurs participé à plusieurs publications se réclamant de Hara-Kiri, notamment La Grosse Bertha, ZOO, Généreux ou Yéti.

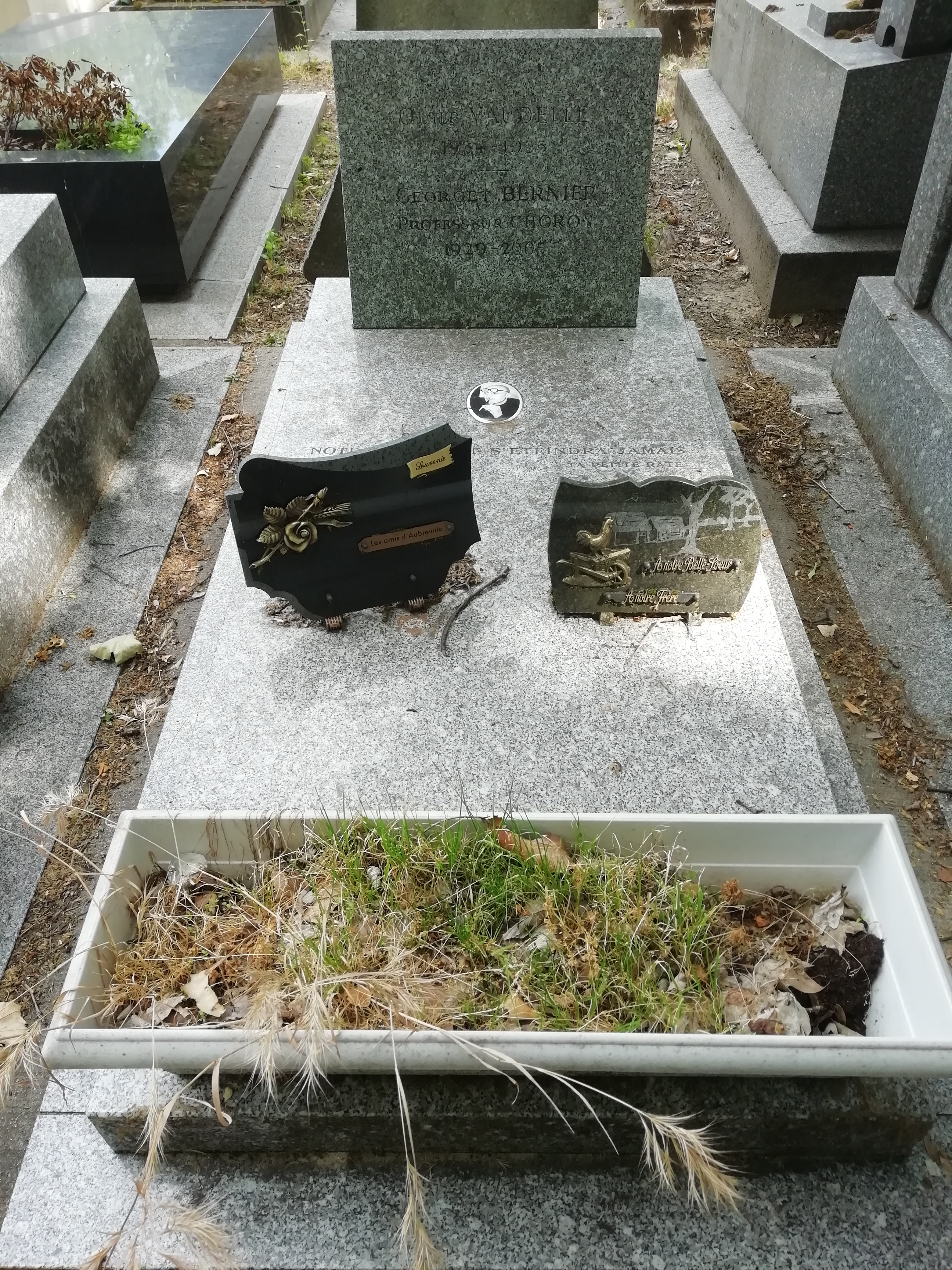
Tombe du professeur Choron au cimetière du Montparnasse (division 26).

Choron participe en 2000 à une nouvelle relance d'Hara-Kiri, dont André Bercoff avait fait l'acquisition. Cavanna intente alors un procès pour s'opposer à la sortie de cette nouvelle version, dont il conteste à la fois la ligne éditoriale et le fait que Bernard Tapie ait été annoncé comme collaborateur. En 2002 la justice donne à nouveau raison à Cavanna, qui se voit reconnaître la propriété du titre Hara-Kiri. Cavanna, qui projette de relancer Hara-Kiri avec une nouvelle équipe sous la direction de Val, tente de renouer avec Choron en lui proposant de réaliser un cahier interne au journal, mais Choron refuse violemment.
Le Professeur Choron meurt à l'hôpital Necker d’une anémie réfractaire le 10 janvier 2005. Il est enterré à Paris, au cimetière du Montparnasse (26e division) auprès de son épouse Odile Vaudelle (1934-1985).

### Postérité
En 2008 le réalisateur Pierre Carles et le dessinateur Martin lui consacrent un documentaire intitulé Choron Dernière. Pour le mensuel La Décroissance, « cette plongée réjouissante dans les années 1970 avec comme compagnon ce touchant « mystique de la subversion » permet de nous rendre compte à quel point notre époque contemporaine a écrasé toute transgression pour une fadeur bon teint dans laquelle on étouffe. » Le Monde juge par contre que le film est, autant qu'un hommage à Choron, un pamphlet contre le Charlie Hebdo nouvelle manière, les auteurs attaquant aussi bien Philippe Val que les anciens complices de Choron, Wolinski et Cabu, présentés comme des ingrats. Le quotidien conclut que la personnalité et l'humour de Choron sont insuffisamment évoqués, et que « cette évocation des heures caustiques des années 1970-80 nous laisse sur notre faim ».
En 2014 Sylvia Lebègue, la dernière compagne du professeur Choron, publie un livre de souvenirs, intitulé Choron et moi : elle y décrit une relation toxique avec un homme alcoolique, au comportement souvent violent et abusif, qui en arrivait parfois à la battre et à l'humilier. Elle raconte également que, ruiné par la faillite de ses journaux successifs, Choron n'hésitait pas à lui demander de se prostituer pour subvenir aux besoins du couple,.
Ami de Jean-François Devay, directeur de l'hebdomadaire Minute, il lui est arrivé de mettre sa plume à la disposition de cet hebdomadaire très anti-gaulliste et proche de l'extrême droite.

## Œuvres

### Disques
- Cot-cot-codet et Caca chocolat, production Editions du Square, direction artistique Bob Mathieu
- Les pages rouges du bottin accompagné par "Los Carayos" et produit par Chris Van Hamme (Klébar Records/Musidisc)
- Boum boum badaboum le Professeur Choron chante ses chansons

### Livres
- Les Jeux de con du professeur Choron, Éditions du Square, 1971
- Les Fiches bricolage du professeur Choron, Éditions du Square, 1977
- L'Art vulgaire (avec Gébé), Éditions du Square, 1982
- Les Chansons du Professeur Choron (illustré par Vuillemin), Himalaya, 1991
- Choron et Vuillemin sexologues, Magic Strip, 1992
- Je bois, je fume et je vous emmerde (en collaboration avec Jean-Christophe Florentin), éd. Régine Deforges, 1992
- Les Jeux de con du Professeur Choron, Glénat, 1992
- Vous me croirez si vous voulez (en collaboration avec Gourio), Flammarion, 1993
- Y'a rien de pire que l'ignorance (en collaboration avec Vuillemin), Canal+ Éditions, 1996
- Tout s'éclaire (en collaboration avec Martin) Le Dilettante, 2001  (ISBN 2842630440)

### Opérette
- Ivre-mort pour la patrie, musique de Bertrand Burgalat, Canal+, 1998.